# Der Sieg der Sternenkinder
Der Sieg der Sternenkinder ist ein US-amerikanischer Fantasyfilm aus dem Jahr 1978. Es ist die Fortsetzung des 1975 erschienenen Fantasyfilms Die Flucht zum Hexenberg. Der Film kam am 10. März 1978 in die US-Kinos und wurde in Deutschland am 18. Juni 1995 zum ersten Mal auf Premiere ausgestrahlt.

## Handlung
Mit dem Ufo bringt Onkel Bene die beiden Geschwister Tia und Tony für die Ferien vom Hexenberg zurück in die Zivilisation. Seitdem sie ihre eigene Kolonie aufgebaut haben, gönnen sie den beiden Kindern einfach mal ein bisschen Zeit für sich. Aber dazu kommt es nicht, denn bereits auf dem Weg zum Hotel spürt Tony, dass gleich etwas Schreckliches passieren wird. Ein Mann wird von einem Hochhaus fallen. Schnell eilt er zu Hilfe und schafft es, den herunterfallenden Sickle mit seinen übernatürlichen telekinetischen Kräften aufzufangen. Dabei wird er von dem Wissenschaftler Victor und Sickles Tante Letha beobachtet, denn ursprünglich hatte Victor sein neuestes Gedankenkontrollgerät an Sickle getestet, um ihn trotz seiner Höhenangst auf das Hochhaus zu befehlen. Das Gerät funktionierte und jetzt sieht er mit Tony ein neues potentielles Opfer, dessen Gedanken er gerne kontrollieren würde, weswegen er ihn betäubt und entführt.
Schnell begibt sich Tia auf die Suche nach ihrem Bruder. Doch sie verliert die Spur und findet stattdessen die Earthquake Gang vor, die sie erst einmal vor den Goos beschützen muss, einer weiteren Jugendbande. Obwohl sie so mutig und cool wie möglich sein wollen, ist die Gang eine Ansammlung von ängstlichen und netten Jungs, die sich schnell bereit erklären Tia bei ihrer Suche zu helfen. Als ihr nach kurzer Zeit der telepathische Kontakt zu Tony gelingt, erfährt sie, dass er gerade dabei ist, unter der Kontrolle von Letha, Gold im Wert von 3 Mio. Dollar aus dem Museum zu stehlen. Er sorgt mit seinen Kräften dabei für ein unheilvolles Durcheinander, welches erst mit Erscheinen Tias und ihren Kräften rückgängig gemacht werden kann. Noch bevor sie sich wundern kann, warum sich Tony so seltsam verhält, ist er bereits auf Befehl von Letha und Victor auf der Flucht, die dank seiner Kräfte auch erfolgreich gelingt.
Damit Tia beim nächsten Coup nicht wieder stört, stellt Victor ihr mit Hilfe von Tonys Kräften eine Falle. Doch mit ihren letzten Kräften kann sie die Ziege Alfred losschicken, um Hilfe von der Earthquake Gang zu holen. Diese eilt auch schnell herbei und begleitet Tia beim Versuch, Tony zu stoppen. Dieses Mal wurde er nämlich von Victor zu einer Untergrundplutoniumsverarbeitungsanlage geschickt, wo er das Kühlungssystem ausstellt und die Mitarbeiter um 5 Mio. US-Dollar und sicheres Geleit zum Flughafen erpresst. Als Tia über Radio erfährt, dass die Stadt evakuiert wird, da eine Explosion mit einer Sprengkraft von 10 Megatonnen droht, erkennt sie die Gefahr und stellt sich Tony. Doch der erhält nur den Befehl von Victor seine Schwester zu bekämpfen. Dabei wundert sich Tia immer noch, warum er sie angreift. Erst als sie das Gedankenkontrollgerät entdeckt und zerstört, kommt Tony wieder frei. Mit vereinten Kräften schalten sie das Kühlungssystem wieder an. Nachdem sie dann auch noch Victor, Letha und Sickle unschädlich gemacht haben, beschließend sie wieder abzureisen. Sie verabschieden sich am Stadion von der Gang und reisen mit Onkel Bene und dem Ufo wieder zurück zum Hexenberg.

## Kritik
Dave Pollock von der Variety zeigte sich verwundert, dass sich Disney auf das Terrain des nuklearen Terrorismus begebe, denn dieser Kinderfilm habe eigentlich alles, um zu unterhalten. Neben Lee, dem vielleicht „besten Disney-Bösewicht seit Jahren“, seien vor allen Dingen die beiden Kinderdarsteller „gereift, wobei sie noch etwas empathischer“ hätten sein dürfen.
Janet Maslin von der New York Times „ermüdete von all den guten und sauberen“ Belehrungen eines Disneyfilms. Vielmehr hätte sie sich mehr Spaß mit den beiden übernatürlichen Kindern gewünscht. Neben den wenigen „echt lustigen Momenten“ lobte sie die Darstellerleistungen, insbesondere die von Christian Juttner, der den meisten „die Show stehle“. Allerdings kritisierte sie neben den billigen Effekten auch die „geradezu grausame Regie“ von Hough.
Das Lexikon des internationalen Films sah in dem Film lediglich „Disney-Unterhaltung im Science-Fiction-Gewand“.